# Джерельце
«Джерельце» — дитячий театр української пісні Моршинської школи мистецтв, який був створений у 1973 році.
Організатором і керівником цього колективу є режисер, сценарист, костюмер, реквізитор, — Заслужений працівник культури України Ірина Король.

## Діяльність
Мотивом створення дитячого колективу було зробити предмет сольфеджіо цікавим й естетично виховувати дітей за допомогою фольклору та через нього.
Після фольклорних експедицій діти разом з керівником створили композиції, вистави, цілі програми: «Обжинки», «Вифлеємська ніч», «Ой на Івана, на Купала», «Стрілецьким шляхом», «Писанко, воскресни», «Свято матері», «Вінок Кобзареві», «О хто, хто Миколая любить», «Марширують вже повстанці», «Гаївки», «Бойківське весілля», «Тополя» та інші.
«Джерельце» виступала на сценах України: у Львові, Києві, Рівному, Хмельницькому, Луцьку, Берестечку та за її межі — в Польщу, Угорщину, Македонію.
У творчій біографії колективу великий перелік конкурсів та фестивалів міжнародного рівня, де «Джерельце» отримувало найвищі нагороди.
У місяці квітні 2000 року «Джерельце» стало членом C.I.O.F.F. — Міжнародної ради організацій фестивалів фольклору і традиційних мистецтв. Рада приділяє багато уваги проблемам збереження і пропаганди традиційного культурного спадку кожної нації, формуванню у суспільстві взаємоповаги між народами.